# Альварес Руис, Дональдо
Дональдо Альварес Руис (исп. Donaldo Álvarez Ruiz; 22 августа 1931, Гватемала) — гватемальский адвокат и крайне правый политик, министр внутренних дел в правительствах Эухенио Лаухеруда и Ромео Лукаса Гарсиа. Активный участник гражданской войны, организатор полицейских репрессий и политического террора. Находится в международном розыске по обвинениям в геноциде и политических убийствах.

## Юрист крайне правых
Окончил Университет Сан-Карлос. По специальности юрист, работал адвокатом. Придерживался крайне правых политических взглядов, состоял в Институционно-демократической партии (PID). Был генеральным секретарём PID и депутатом парламента.
Ультраконсервативная PID выступала в альянсе с ультраправым Движением национального освобождения (MLN). Дональдо Руис Альварес был связан с «эскадроном смерти» Mano Blanca, составлял для боевиков списки подлежащих «исчезновению».

Дональдо Альварес, безусловно, деятель первого уровня. Он начинал молодым адвокатом, был политическим оперативником военных. Он сам предложил Институционно-демократическую партию, с которой, по его словам, связал свою жизнь, в качестве группы, легитимирующей военный режим.

## Министр гражданской войны
На выборах 1974 президентом Гватемалы был избран кандидат коалиции PID—MLN генерал Эухенио Лаухеруд. 1 августа 1976 Лаухеруд назначил Руиса Альвареса министром внутренних дел. В ведении Альвареса Руиса оказалась Национальная полиция и внеармейские спецслужбы.
Как глава МВД, Альварес Руис стал одним из ведущих деятелей гражданской войны в Гватемале второй половины 1970-х и начала 1980-х годов. Альварес Руис сформировал разветвлённую сеть осведомителей и способствовал террору ультраправых организаций (Mano Blanca, Секретная антикоммунистическая армия) против прокоммунистических и левых активистов. Действовал в тесном служебном взаимодействии с директором Национальной полиции Херманом Чупиной Бараона.
На Альвареса Руиса возлагается ответственность за ряд политических убийств — в частности, лидера левого студенческого движения Оливерио Кастаньеды, бывшего мэра Гватемалы социал-демократа Мануэля Колома, оппозиционной журналистки Ирмы Флакер (с которой много лет поддерживал личные дружеские отношения).
31 января 1980 группа крестьян-индейцев и левых студентов в знак протеста против репрессий заняли территорию испанского посольства в Гватемале. Несмотря на просьбу посла вступить в переговоры, президент Лукас Гарсиа, министр Альварес Руис и директор полиции Чупина Бараона приняли решение о силовой акции. Здание посольства было подожжено полицейским спецназом, 36 человек погибли в огне, единственный выживший участник акции был похищен из больницы и убит. Дональдо Альверес Руис принимал не только политическое решение, но и лично присутствовал при сожжении с оружием в руках. 

## Эмиграция и преследование
23 марта 1982 генерал Эфраин Риос Монтт совершил военный переворот. Риос Монтт принадлежал к иной военной группировке («клика фанатичных евангелистов»), нежели Лукас Гарсиа и его окружение. Деятели прежнего режима были устранены из политики. Дональдо Альварес Руис покинул Гватемалу. В 1983—1989 Альварес Руис проживал в США, затем перебрался в Мексику.
В декабре 1999 гватемальская правозащитница Ригоберта Менчу (её отец Висенте Менчу погиб при сожжении испанского посольства) обратилась в Национальный суд Испании с просьбой привлечь к ответственности группу гватемальских военных и полицейских, включая Альвареса Руиса. С 2004 года действует международный ордер на его арест по обвинениям в геноциде майя и организации политических убийств. Однако попытки задержания в США и Мексике не дали результатов. С 2012 года Дональдо Альварес Руис скрывается от международного розыска, его местонахождение доподлинно неизвестно. При этом в самой Гватемале ордер на его арест аннулирован в 2007 решением Конституционного суда.